# Xã Painterhood, Quận Elk, Kansas
Xã Painterhood (tiếng Anh: Painterhood Township) là một xã thuộc quận Elk, tiểu bang Kansas, Hoa Kỳ. Năm 2010, dân số của xã này là 59 người.